# Dawn Engine
Dawn Engine est un moteur de jeu vidéo propriétaire développé par Eidos Montréal et utilisé pour la série des Deus Ex.

## Création
Le studio d'Eidos Montréal dévoile le Dawn Engine en décembre 2014, et annonce par la même occasion qu'il sera utilisé pour tous les futurs jeux Deus Ex. Basé sur le Glacier Engine II développé par IO Interactive, il approfondit les capacités de rendu, de physique en temps réél et d'IA avancée du moteur original.
Le moteur a été développé pour PC et consoles de huitième génération.

### Jeux produits
- Deus Ex: Mankind Divided (2016)
- Les Gardiens de la Galaxie (2021)